# Rahman Jawadi
Rahman Jawadi (* 10. Jänner 1999) ist ein österreichisch-afghanischer Fußballspieler.

## Karriere
Jawadi begann seine Karriere beim FC Steinach. Zur Saison 2010/11 wechselte er in die Jugend des FC Wacker Innsbruck. Zur Saison 2013/14 kam er in die AKA Tirol. Zur Saison 2016/17 kehrte er zu Wacker Innsbruck zurück, wo er fortan für die Amateure zum Einsatz kommen sollte. Sein Debüt in der Regionalliga gab er im Oktober 2016 gegen den SC Schwaz. Im April 2017 erzielte er gegen den SV Austria Salzburg sein erstes Tor in der dritthöchsten Spielklasse. Im Mai 2017 stand er gegen den SV Horn zudem erstmals im Profikader der Tiroler. Bis Saisonende kam er zu 13 Einsätzen für die Amateure, in denen er ein Tor erzielte. In der Saison 2016/17 absolvierte er 22 Regionalligaspiele, in denen er fünf Tore erzielte.
Zur Saison 2018/19 wechselte er zum SC Schwaz. Für Schwaz kam er in jener Spielzeit zu 26 Einsätzen in der Regionalliga und machte dabei vier Tore. Zur Saison 2019/20 kehrte er zu Innsbruck zurück, wo er fortan fest dem Profikader angehörte. Zu einem Profieinsatz kam er für Innsbruck allerdings weiterhin nicht, bis zur Winterpause absolvierte er elf Regionalligaspiele für die Amateure.
Daraufhin wechselte der inzwischen in Österreich eingebürgerte Afghane im Februar 2020 zum Ligakonkurrenten SK Vorwärts Steyr, bei dem er einen bis Juni 2021 laufenden Vertrag erhielt. Sein Debüt in der 2. Liga gab er im Juni 2020, als er am 20. Spieltag der Saison 2019/20 gegen den Floridsdorfer AC in der Startelf stand. In eineinhalb Jahren bei Vorwärts absolvierte er elf Zweitligapartien. Nach der Saison 2020/21 verließ er Steyr und kehrte nach Schwaz zurück. Für Schwaz machte er 41 Regionalligaspiele.
Im Februar 2023 kehrte Jawadi erneut zum mittlerweile nur noch viertklassigen Wacker Innsbruck zurück.